# Parafia wojskowa Chrystusa Króla w Lęborku
Parafia wojskowa pw. Chrystusa Króla w Lęborku – parafia rzymskokatolicka należąca do dekanatu Marynarki Wojennej, Ordynariatu Polowego Wojska Polskiego. 
Erygowana została w 1958 roku. Jest prowadzona przez księży kapelanów.